# Honda Crossroad
Honda Crossroad (яп. ホンダ・クロスロード, Хонда Кроссроад) — два кроссовера, выпускавшиеся в разные годы концерном Honda. Одним из них является автомобиль, продававшийся под маркой внедорожника Land Rover Discovery Series I в 1990-е годы, а второй, абсолютно другой автомобиль для внутреннего японского рынка, представленный в 2007 году на Токийском автосалоне и выпускавшийся вплоть до 2010 года. Последний позиционируется как замена модели HR-V.

## 1993—1998
Honda занялась разработкой автомобилей Crossroad с началом роста популярности внедорожников. Honda выкупила права на производство Discovery у компании Land Rover и начала выпуск автомобиля на японском рынке, прежде чем партнёрство закончилось, когда BMW приобрёл Land Rover. Некоторые из этих автомобилей продавались также в Новой Зеландии.
С окончанием производства Crossroad на японском рынке внедорожников, и из-за прекращения сотрудничества Land Rover, Honda сменила модель на свой автомобиль, Honda CR-V.
Crossroad продавался на японском на рынке в течение короткого времени, с октября 1993 года по 1998 год.

### Проблемы
Проблемы возникли с маркетингом Crossroad в Японии. Так, например, Honda угрожала прекратить связи с Rover после получения известия, о его продаже BMW. Также, в 1997 году компанией Honda была принята рекомендация Министерства транспорта, связанная с автоматической фиксацией дверей, не позволяющей открыть их при движении автомобиля. По этой причине 4754 автомобиля, выпущенных с июля 1995 по декабрь 1996 года были отозваны.

## 2008—2010
Название Crossroad второй раз было применено компанией Honda для нового кроссовера, выпущенного для японского рынка в феврале 2007 года как 2008 модельный год. Автомобиль получил три ряда сидений, вмещающих до 7 пассажиров. На японском рынке он пришёл на смену Honda HR-V первого поколения. Сам же кроссовер построен на платформе минивэна Honda Stream второго поколения, появившегося в 2006 году, но отличается большей массой и увеличенным дорожным просветом.
Под капотом Crossroad устанавливался один из двух рядных четырёхцилиндровых двигателей объёмом 1,8 или 2,0 литра. В паре с двигателем была доступна одна пятиступенчатая автоматическая коробка передач. Большинство модификаций автомобиля с 1,8-литровым двигателем являлось переднеприводными, а полный привод реализован по схеме Real Time 4WD, и в случае проскальзывания передних колёс или при избытке тяги часть крутящего момента через устройство DPS передаётся на заднюю ось. При нормальных условиях движения автомобиль ведёт себя как переднеприводной. Полноприводная система также работает в сочетании с контролем тяги и тормозами с ABS. Crossroad оснащался системой динамической стабилизации VSA, в состав которой входит модуль Hill Start Assist, предотвращающий откат назад при старте в подъём, временно удерживая автомобиль после отпускания педали тормоза. Из нехарактерных для японских кроссоверов для внутреннего рынка элементов конструкции можно выделить расположение рычага селектора коробки передач на центральной консоли и панорамные секторы на левом боковом зеркале. Ещё одной особенностью автомобиля является отсутствие запасного колеса.
Согласно американского журнала AutoWeek, Honda заявила, что не будет импортировать Crossroad на североамериканский рынок, так как аналогичный Honda Element уже занимает это место. Модельный ряд кроссоверов и внедорожников Honda в США и Канаде уже имеет Element, CR-V и Pilot, и все три модели собираются в Северной Америке.
25 августа 2010 года компания Honda разместила на своём сайте информацию о прекращении производства Crossroad. На смену автомобиля пришла модель Honda Vezel.